# زهرة (اسم)
زهرة هو اسم علم مؤنث من أصل عربي، ومعناه هو من تتصف بالجمال والحسن.

## شخصيات تحمل الاسم
- زهرة باني (31 ديسمبر 1979 – )
- زهرة بن سالم (لاعبة كرة طائرة جزائرية، 5 أبريل 1990 – )
- زهرة بن سمرة (مصورة جزائرية، 1968[3] – )
- زهرة بن لخضر عكروت (فيزيائية تونسية، 12 مارس 1943 – )
- زهرة سيغال (27 أبريل 1912[4][5][6] – 10 يوليو 2014[4][5][6])
- زهرة ظريف (سياسية جزائرية، 28 ديسمبر 1934 – )
- زهرة لاري (3 مارس 1995 – )
- زهرة نعمتي (نبّالة إيرانية، 30 أبريل 1985 – )
- زهرة هندي (20 يناير 1979[7] – )
- زهرة وعزيز (عداءة مسافات طويلة مغربية، 20 ديسمبر 1969 – )
- زهره الراشدي (طبيبة عمانية فائقة الجمال والحسن - ٨ مايو ١٩٩٧-

## وصلات خارجية
- موسوعة السلطان قابوس لأسماء العرب نسخة محفوظة 5 أبريل 2019 على موقع واي باك مشين.